# Твердзінь
Твердзінь (пол. Twierdziń, нім. Neurieden) — село в Польщі, у гміні Моґільно Моґіленського повіту Куявсько-Поморського воєводства.
Населення — 310 осіб (2011).
У 1975-1998 роках село належало до Бидгощського воєводства.

## Демографія
Демографічна структура станом на 31 березня 2011 року:
|          | Загалом | Допрацездатний вік | Працездатний вік | Постпрацездатний вік |
| -------- | ------- | ------------------ | ---------------- | -------------------- |
| Чоловіки | 161     | 46                 | 99               | 16                   |
| Жінки    | 149     | 36                 | 94               | 19                   |
| Разом    | 310     | 82                 | 193              | 35                   |